# 18a etapa del Tour de França 2008

Perfil de la 18a etapa del Tour de França 2008

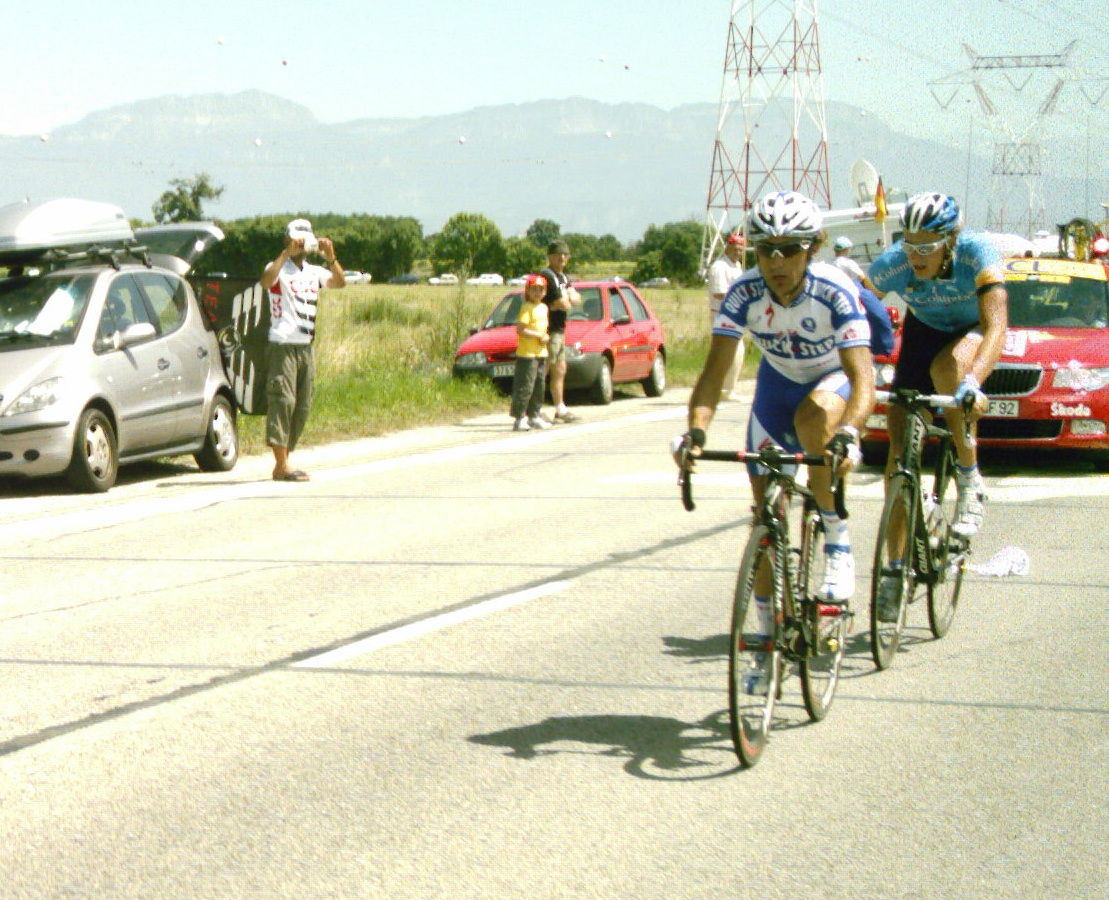
C.Barredo et M.Burghardt

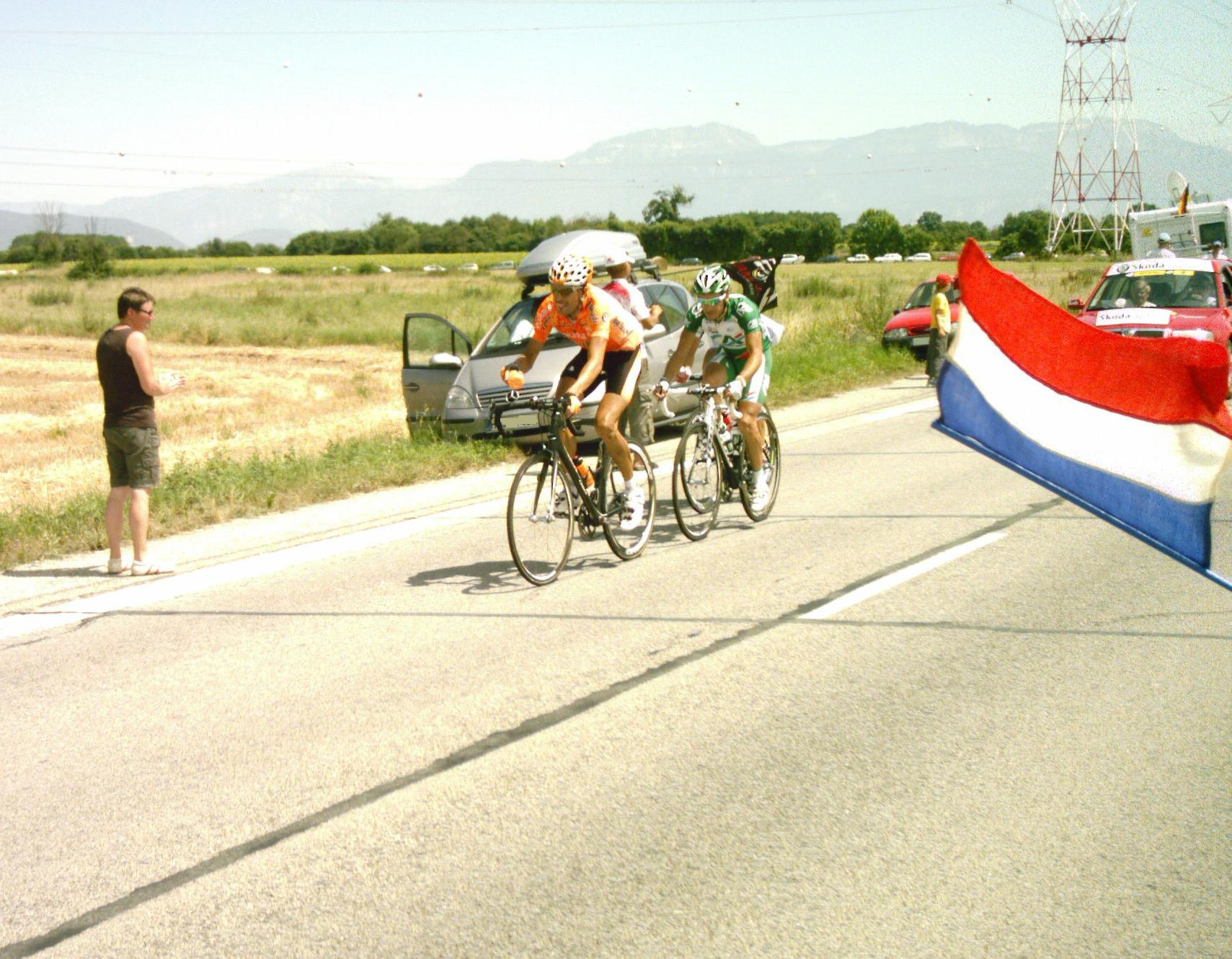
M.Astarloza, C.Le Mevel i R.Feillu

La 18a etapa del Tour de França 2008 es va córrer el dijous 24 de juliol, entre Bourg-d'Oisans i Saint-Étienne, amb un recorregut de 196,5 quilòmetres.

## Perfil de l'etapa
La 18a etapa del Tour de França 2008 condueix els ciclistes des de Bourg-d'Oisans, al departmanet de l'Isèra, fins a Saint-Étienne, al departament del Loira, amb un recorregut de 196,5 km.
El recorregut té un inici amb llargs descensos, fins a arribar al primer dels esprint intermedis del dia, a Grenoble, on es torna més pla, però per poc temps, ja que poc després comença l'ascensió a la primera de les dificultats de la jornada, el Coll de Parmenie, de 3a categoria. És una ascensió relativament curta, 5,3 km, però amb uns desnivells considerables, del 7% de mitjana. Després del descens hi ha situat l'avituallament, a Bevenais.
La ruta, plena de falsos plans, mena els ciclistes als peus de la Croix de Montvieux, de 13,7 km al 4,7% de mitjana i classificat de 2a categoria.
El segon esprint intermedi, a Saint-Chamond, es troba a l'inici de la darrera de les dificultats del dia, la Côte de Sorbiers, de 4a categoria (4,3 km, al 3,2% de mitjana). Els darrers quilòmetres, fins a Saint-Étienne són plans.

## Desenvolupament de l'etapa
El patró inicial d'aquesta etapa segueix el mateix de les precedents: es produeixen nombrosos atacs de sortida tot buscant l'escapada del dia. Els primers km estaran marcats per una caiguda del líder de l'equip Lampre, Damiano Cunego. Pateix un fort trau a la barbeta que necessitarà diversos punts de sutura. De resultes de la caiguda no aconseguirà reintegrar-se dins el gran grup i finalitzarà l'etapa a més de 20' del vencedor.
En aproximar-se la cursa a la primera ascensió del dia, l'espanyol Carlos Barredo (Quick Step) s'escapa del gran grup. L'alemany Marcus Burghardt (Columbia i el francès Romain Feillu (AG2R Prévoyance) intenten atrapar-lo, però sols el primer ho aconsegueix, quedant Feillu en terra de ningú fins que és atrapat per dos altres ciclistes, també escapats del gran grup: Mikel Astarloza (Euskaltel–Euskadi) i Christophe Le Mével (Crédit Agricole).
El gran grup deix fer als escapats, els quals ràpidament aconsegueixen 5' de diferència. Carlos Barredo és el que passa en primera posició per la primera dificultat muntanyosa del dia, el Coll de Parmenie.
Després del descens i l'avituallament, el grup dels tres perseguidors es troba a més de 4' dels dos capdavanters i el gran grup vora dels 10'. Les diferències es mantindran al cim de la Croix de Montvieux, amb la qual cosa ja veuen que no se'ls pot escapar la victòria.
La Cota de Sorbiers no canvia gran cosa. Els escapats es comencen a observar, reduint la velocitat i atacant-se per tal de deixar el company d'escapada. És Carlos Barredo el que més vegades ho intenta, coneixedor de la seva inferioritat en la lluita a l'esprint.
L'esprint final no té color i és guanyat clarament per Marcus Burghardt. És la 5a victòria de l'equip Columbia, després dels 4 triomfs assolits a l'esprint per Mark Cavendish. L'esprint dels perseguidors és encapçalat per Romain Feillu.
Per darrere, al gran grup, hi ha diversos atacs tot aprofitant les dificultats orogràfiques dels darrers quilòmetres. El principal atac és l'efectuat per Roman Kreuziger, que lluita pel mallot blanc de millor jove. Amb tot, el líder d'aquesta classificació, Andy Schleck, no el deix en cap moment.
A les altres classificacions no hi ha cap canvi. Óscar Freire, que encapçalarà el gran grup a l'arribada a meta, consolida el seu lideratge a la classificació per punts. La classificació de la muntanya ja la té assegurada Bernhard Kohl i el mallot groc continua en mans de Carlos Sastre.

## Esprints intermedis
- 1r esprint intermedi. Grenoble (km 43)

| 1r | Freddy Bichot  | 6 pts |
| 2n | Björn Schröder | 4 pts |
| 3r | Stéphane Auge  | 2 pts |

- 2n esprint intermedi. Saint-Chamond (km 181,5)

| 1r | Marcus Burghardt | 6 pts |
| 2n | Carlos Barredo   | 4 pts |
| 3r | Mikel Astarloza  | 2 pts |

## Ports de muntanya
- Coll de Parmenie. 3a categoria (km 78)

| 1r | Carlos Barredo      | 4 pts |
| 2n | Marcus Burghardt    | 3 pts |
| 3r | Romain Feillu       | 2 pts |
| 4t | Christophe le Mevel | 1 pt  |

- Coll de la Croix de Montvieux. 2a Categoria (km 163)

| 1r | Carlos Barredo      | 10 pts |
| 2n | Marcus Burghardt    | 9 pts  |
| 3r | Mikel Astarloza     | 8 pts  |
| 4t | Christophe le Mevel | 7 pts  |
| 5è | Romain Feillu       | 6 pts  |
| 6è | Cyril Dessel        | 5 pts  |

- Coll des Sorbiers. 4a categoria (km 188)

| 1r | Carlos Barredo      | 3 pts |
| 2n | Marcus Burghardt    | 2 pts |
| 3r | Christophe le Mevel | 1 pt  |

## Classificació de l'etapa
| Pos. | Ciclista            | Equip             | Temps       |
| ---- | ------------------- | ----------------- | ----------- |
| 1.   | Marcus Burghardt    | Columbia          | 4 h 30' 21" |
| 2.   | Carlos Barredo      | Quick Step        | m. t.       |
| 3.   | Romain Feillu       | Agritubel         | + 03' 33"   |
| 4.   | Christophe le Mevel | Crédit Agricole   | m. t.       |
| 5.   | Mikel Astarloza     | Euskaltel–Euskadi | + 03' 35"   |
| 6.   | Samuel Dumoulin     | Cofidis           | + 06' 39"   |
| 7.   | Cyril Dessel        | AG2R Prévoyance   | m. t.       |
| 8.   | Roman Kreuziger     | Liquigas          | m. t.       |
| 9.   | Leif Hoste          | Silence-Lotto     | m. t.       |
| 10.  | Andy Schleck        | CSC-Saxo Bank     | m. t.       |

## Classificació general
| Pos. | Ciclista              | Equip             | Temps        |
| ---- | --------------------- | ----------------- | ------------ |
| 1.   | Carlos Sastre         | CSC-Saxo Bank     | 79 h 15' 14" |
| 2.   | Fränk Schleck         | CSC-Saxo Bank     | + 01' 24"    |
| 3.   | Bernhard Kohl         | Gerolsteiner      | + 01' 33"    |
| 4.   | Cadel Evans           | Silence-Lotto     | + 01' 34"    |
| 5.   | Denís Ménxov          | Rabobank ProTeam  | + 02' 39"    |
| 6.   | Christian Vande Velde | Garmin Chipotle   | + 04' 41"    |
| 7.   | Alejandro Valverde    | Caisse d'Epargne  | + 05' 35"    |
| 8.   | Samuel Sánchez        | Euskaltel-Euskadi | + 05' 52"    |
| 9.   | Tadej Valjavec        | AG2R Prévoyance   | + 08' 10"    |
| 10.  | Vladímir Iefimkin     | AG2R Prévoyance   | + 08' 24"    |

## Classificacions annexes

### Classificació per punts
| Classificació per punts | Total   |
| ----------------------- | ------- |
| Óscar Freire            | 229 pts |
| Thor Hushovd            | 180 pts |
| Erik Zabel              | 176 pts |

### Classificació de la muntanya
| Classificació de la muntanya | Total   |
| ---------------------------- | ------- |
| Bernhard Kohl                | 125 pts |
| Fränk Schleck                | 80 pts  |
| Carlos Sastre                | 80 pts  |

### Classificació del millor jove
| Classificació del millor jove | Total        |
| ----------------------------- | ------------ |
| Andy Schleck                  | 79 h 29' 18" |
| Roman Kreuziger               | + 1' 58"     |
| Vincenzo Nibali               | + 15' 24"    |

### Classificació per equips
| Classificació per equips | Total         |
| ------------------------ | ------------- |
| CSC-Saxo Bank            | 237 h 42' 06" |
| AG2R Prévoyance          | + 9' 27"      |
| Rabobank ProTeam         | + 1 h 01' 17" |

### Combativitat
Marcus Burghardt (Columbia)

## Abandonaments
No n'hi ha cap.